# Talsperre Andong
Die Talsperre Andong (kor.: 안동댐 Andong-daem) ist eine Talsperre mit Wasserkraftwerk in der Provinz Chungcheongbuk-do, Südkorea. Sie staut den Nakdong zu einem Stausee auf. Das zugehörige Pumpspeicherkraftwerk hat eine installierte Leistung von 90 MW. Ungefähr 4 km flussabwärts liegt die Stadt Andong.
Die Talsperre wurde von 1971 bis 1976 errichtet. Sie dient neben der Stromerzeugung auch dem Hochwasserschutz und der Trinkwasserversorgung. Das Kraftwerk ist im Besitz der Korea Water Resources Corporation (K-Water) (ENDE); es wird aber von Korea Hydro and Nuclear Power (KHNP) betrieben.

## Absperrbauwerk
Das Absperrbauwerk ist ein Steinschüttdamm mit einer Höhe von 83 m. Die Länge der Dammkrone beträgt 612 m und ihre Breite 8 m. An der Gründungssohle hat der Damm eine Breite von 200 m. Das Volumen des Bauwerks beträgt 4,014 Mio. m³. Die Hochwasserentlastung befindet sich auf der linken Seite des Staudamms.

## Stausee
Beim normalen Stauziel von 160 m über dem Meeresspiegel erstreckt sich der Stausee über eine Fläche von rund 60 km² und fasst 1,248 Mrd. m³ Wasser.
Der Andong-Stausee wurde mit dem benachbarten Stausee der Talsperre Imha durch einen Tunnel (Länge 1925 m; Durchmesser 5,5 m) verbunden. Der Tunnel liegt auf einer Höhe von 141 m über dem Meeresspiegel, so dass das Wasser grundsätzlich in beide Richtungen fließen kann. Mit dem Tunnel soll erreicht werden, dass an der Talsperre Imha bei starkem Zufluss in den Stausee weniger Wasser ungenutzt über die Hochwasserentlastung abgeleitet werden muss, indem es in diesem Fall in den größeren Andong-Stausee umgeleitet wird.

## Kraftwerk
Das Kraftwerk verfügt über eine installierte Leistung von 90 MW. Die beiden Maschinen des Kraftwerks leisten jede maximal 45 MW; sie können auch als Pumpturbinen betrieben werden. Das Maschinenhaus befindet sich am Fuß des Staudamms.
Ungefähr 3 km flussabwärts des Staudamms liegt ein Stauwehr mit einer Höhe von 20 m und einer Länge von 238 m. Sein Stausee bildet das Unterbecken für den Pumpbetrieb.
Die Andritz AG erhielt den Auftrag, die beiden Turbinen bis Mitte 2019 zu erneuern. Die neuen Turbinen leisten jede maximal 46,3 MW. Ihre Nenndrehzahl liegt bei 189,5/min. Die maximale Fallhöhe beträgt 57 m. Die Nennspannung der zugehörigen Generatoren liegt bei 12 kV.